# Lampa cyfrowa

Schemat elektryczny lampy NIXIE

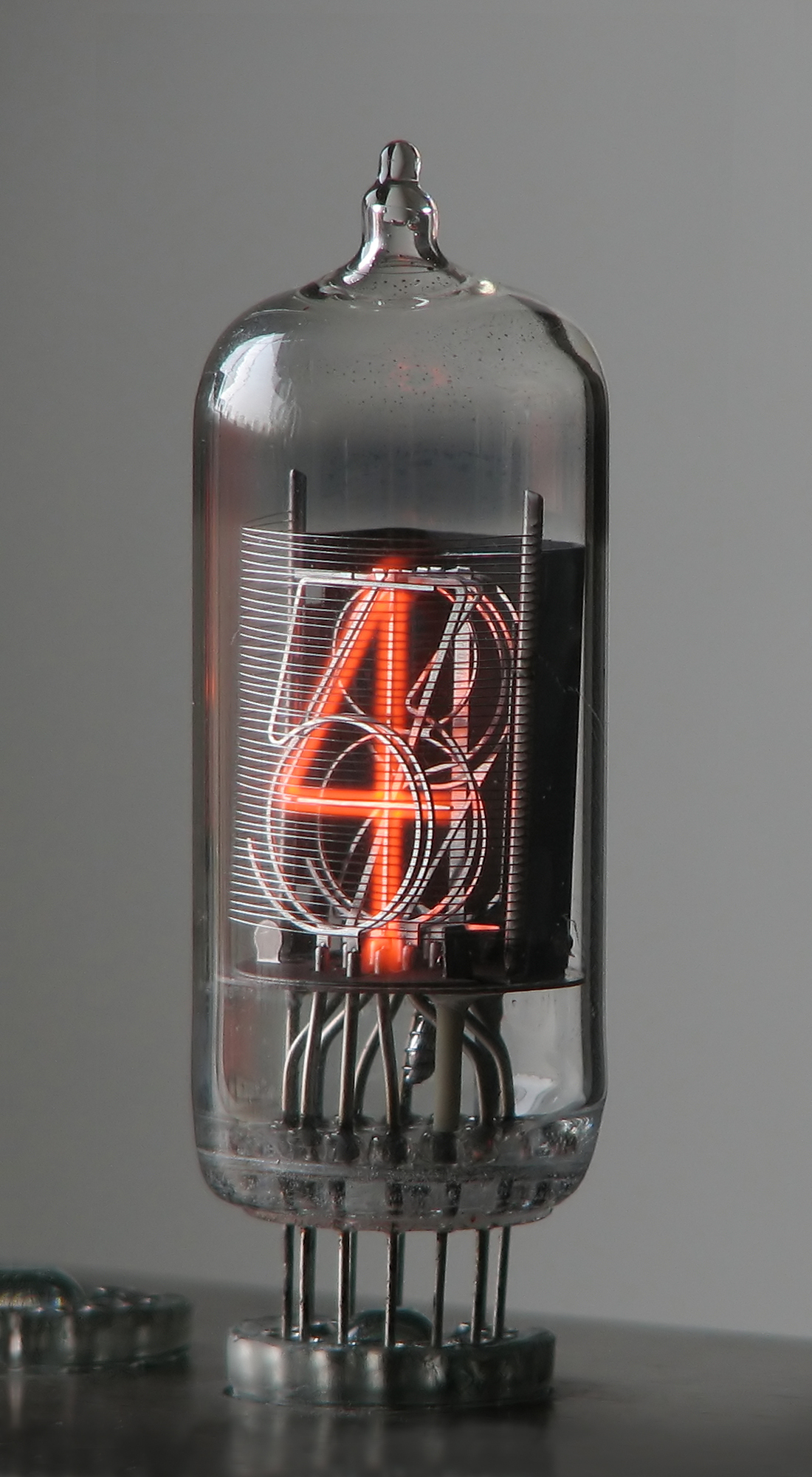
Widok lampy NIXIE z bocznym wyświetlaniem cyfr

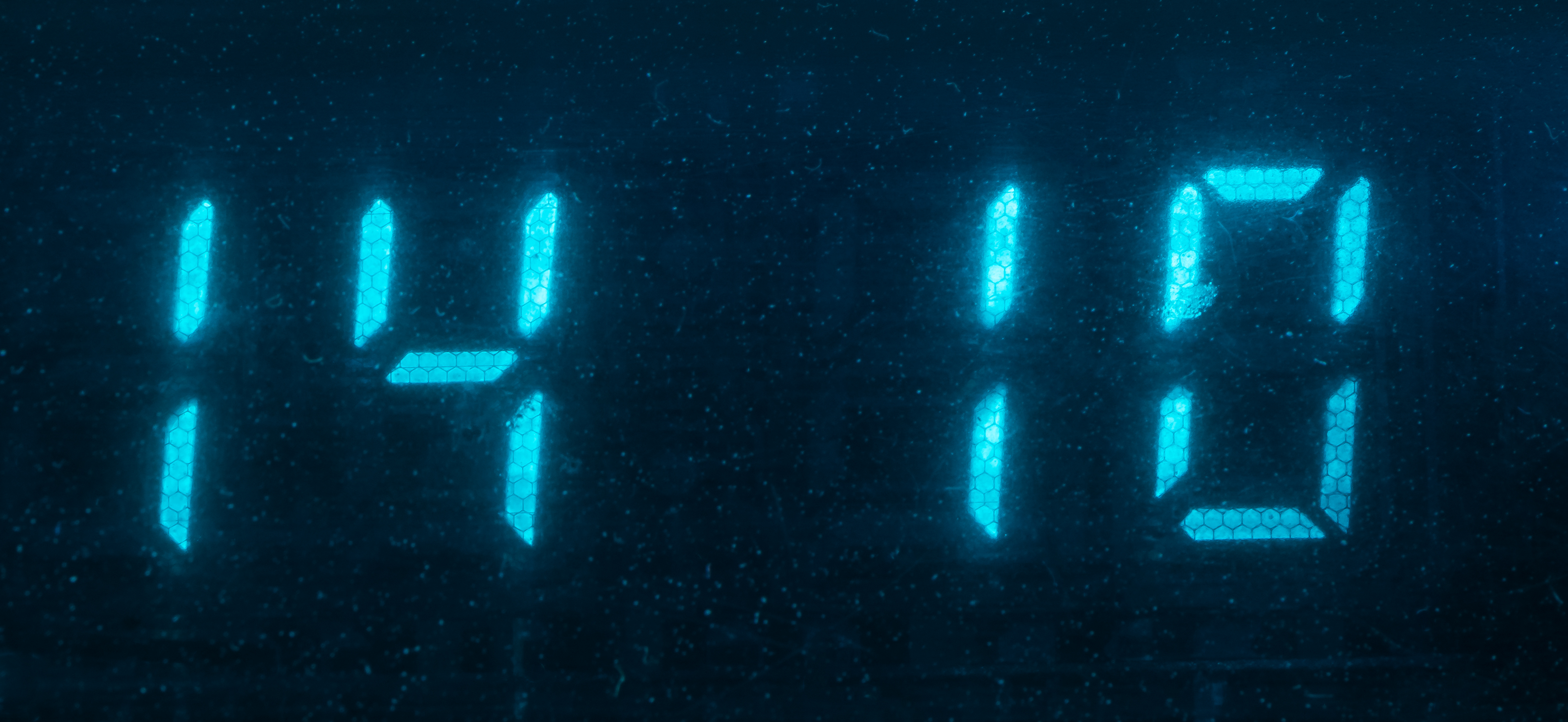
Wyświetlacz czterocyfrowy w zegarku

Lampa cyfrowa, digitron, wyświetlacz NIXIE, lampa NIXIE, cyfrowa lampa jarzeniowa – szklana lampa elektronowa wypełniona neonem i argonem pod małym ciśnieniem, zawierająca jedną wspólną anodę i wiele katod, które mogą być oddzielnie sterowane. Katody wykonane z cienkiego drutu ustawione są jedna za drugą w sposób widoczny z zewnątrz. Mają one kształt wyświetlanych znaków najczęściej cyfr 0–9, kropki lub przecinka dziesiętnego, znaków + i −. W razie potrzeby możliwe jest wyświetlanie innych symboli alfanumerycznych np. V, A, %, Hz, μ, p, F itp.

## Budowa i działanie
W zależności od konstrukcji lampy, katody mogą być obserwowane od strony czoła lampy lub z boku. Każda katoda ma kształt cyfry uformowanej z cienkiego drutu lub folii metalowej. Poszczególne znaki umieszczone są w bańce szklanej blisko siebie, lecz są od siebie odizolowane. Anoda ma postać metalowej siatki lub blaszki umieszczonej za cyframi. Gdy pomiędzy wybraną katodę a anodę podłączymy napięcie równe napięciu zapłonu (rzędu 150–200 V), to dany gaz wokół katody zacznie świecić, dzięki czemu staje się ona dobrze widoczna. Wybrana katoda jarzy się w kolorze jasnoróżowym lub pomarańczowo-czerwonym, a inne tylko nieznacznie ją przesłaniają. Prąd świecenia (1–2,5 mA) jest ograniczany poprzez rezystor umieszczony w obwodzie anody, dobrany tak, aby jarzyła się cała katoda. Dla podniesienia kontrastu przy oświetleniu zewnętrznym wskaźniki są przysłaniane czerwoną szybką. Trwałość lamp oceniana jest od 20 tys. do 200 tys. godzin świecenia. Do sterowania NIXIE potrzebny jest dekoder 1 z 10 i klucze przełączające na napięcie ok. 40 V. Napięcie to, dodane do stałego napięcia ok. 120 V, pozwala na sterowanie świeceniem katod. Dostępne są układy scalone realizujące taką funkcję (np. SN74141). 

## Historia
Pierwsze wskaźniki lampowe zostały wyprodukowane w USA w roku 1955 przez firmę «Haydu Brothers Laboratories» pod nazwą handlową NIXIE. Były one masowo produkowane pod różnymi nazwami od lat 50. do 90. XX w. Lampy NIXIE od lat siedemdziesiątych były wypierane przez wyświetlacze LED i VFD. Konkurencyjnym rozwiązaniem, stosowanym m.in. w awionice był też numitron. Obecnie są znowu poszukiwane przez hobbystów np. do budowy zegarów w stylu retro.